# Le Gros-Theil
Pour les articles homonymes, voir Gros.
Le Gros-Theil est une ancienne commune française, située dans le département de l'Eure en région Normandie, devenue le 1er janvier 2016 une commune déléguée au sein de la commune nouvelle du Bosc du Theil.
Ses habitants sont appelés les Gros-Theillais.

## Toponymie
Le nom de la localité est attesté sous les formes Le Til (p. d’Eudes Rigaud) au XIIIe siècle ; Leteil en 1307 (olim, t. III) ; Grateil, Groutel et Grotœil en 1390 (La Roque) ; Saint Georges du Theil en 1547 ; Saint Georges du Gros Theil en 1558 ; Grostheil jusqu’à la fin du XVIe siècle ; Le Theil en 1663 (aveu) ; Groteil en 1730 (le P. Anselme) ; Grotheil en 1791 (acte notarié) ;Saint Georges du Theil en 1793 et Saint-Georges-du-Theil en 1801.
Theil est issu de l'ancien français pour tilleul, le village ayant été ainsi nommé probablement à cause d'un vénérable tilleul qui trônait au centre du village. Autrefois nommée Saint Georges du Theil, en référence à la paroisse (saint Georges, le saint patron des cavaliers), elle fut renommée en 1343 par Philippe de Valois qui lui donna le nom Gros-Theil.[réf. nécessaire]
Au cours de la Révolution française, la commune, alors nommée Saint-Georges-du-Theil, adopte le nom : Le Gros-Theil et le conserve par la suite.

## Histoire
La baronnie passa à la Maison d'Harcourt puis à celle de Lorraine.
Au XVIIe siècle, le cardinal de Joyeuse crée au Gros-Theil une confrérie de charité.

## Politique et administration
| Période                                  | Période   | Identité       | Étiquette | Qualité |
| ---------------------------------------- | --------- | -------------- | --------- | ------- |
| mars 2001                                | mars 2008 | Gérard Duval   |           |         |
| mars 2008                                | En cours  | Laurent Vallée | DVD       | Cadre   |
| Les données manquantes sont à compléter. |           |                |           |         |

## Démographie
L'évolution du nombre d'habitants est connue à travers les recensements de la population effectués dans la commune depuis 1793. À partir du 1er janvier 2009, les populations légales des communes sont publiées annuellement dans le cadre d'un recensement qui repose désormais sur une collecte d'information annuelle, concernant successivement tous les territoires communaux au cours d'une période de cinq ans. 
Pour les communes de moins de 10 000 habitants, une enquête de recensement portant sur toute la population est réalisée tous les cinq ans, les populations légales des années intermédiaires étant quant à elles estimées par interpolation ou extrapolation. Pour la commune, le premier recensement exhaustif entrant dans le cadre du nouveau dispositif a été réalisé en 2004,.
En 2013, la commune comptait 1 011 habitants, en évolution de +10,49 % par rapport à 2008 (Eure : +2,66 %, France hors Mayotte : +2,49 %).
| 1793  | 1800  | 1806  | 1821  | 1831  | 1836  | 1841  | 1846 | 1851 |
| ----- | ----- | ----- | ----- | ----- | ----- | ----- | ---- | ---- |
| 1 526 | 1 494 | 1 450 | 1 187 | 1 145 | 1 123 | 1 085 | 980  | 950  |

| 1856 | 1861 | 1866 | 1872 | 1876 | 1881 | 1886 | 1891 | 1896 |
| ---- | ---- | ---- | ---- | ---- | ---- | ---- | ---- | ---- |
| 907  | 908  | 910  | 862  | 830  | 760  | 800  | 730  | 640  |

| 1901 | 1906 | 1911 | 1921 | 1926 | 1931 | 1936 | 1946 | 1954 |
| ---- | ---- | ---- | ---- | ---- | ---- | ---- | ---- | ---- |
| 634  | 643  | 606  | 521  | 517  | 503  | 500  | 542  | 532  |

| 1962 | 1968 | 1975 | 1982 | 1990 | 1999 | 2004 | 2009 | 2013  |
| ---- | ---- | ---- | ---- | ---- | ---- | ---- | ---- | ----- |
| 501  | 528  | 580  | 805  | 925  | 827  | 880  | 931  | 1 011 |

## Culture locale et patrimoine

### Lieux et monuments

#### Patrimoine civil

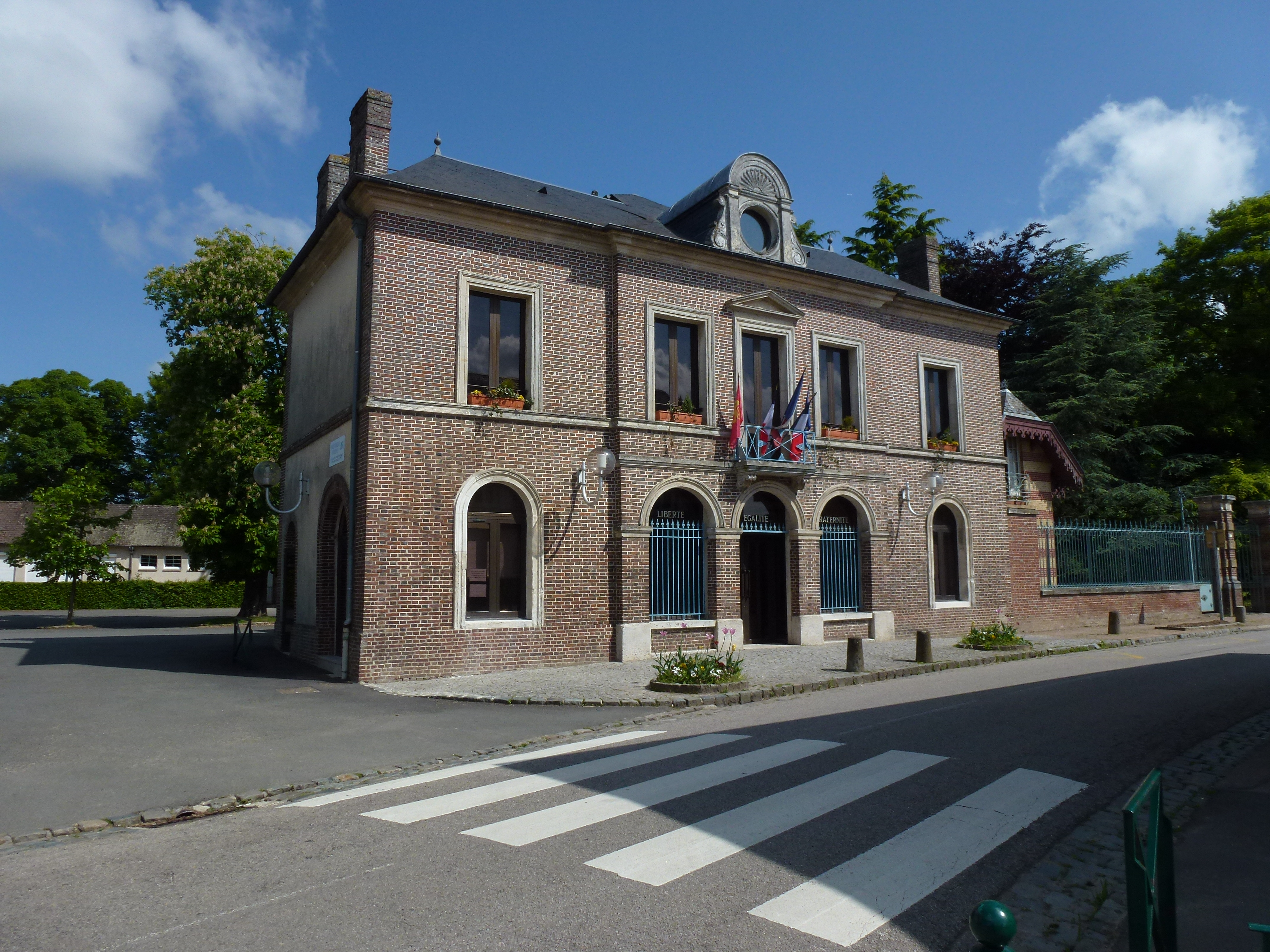
mairie
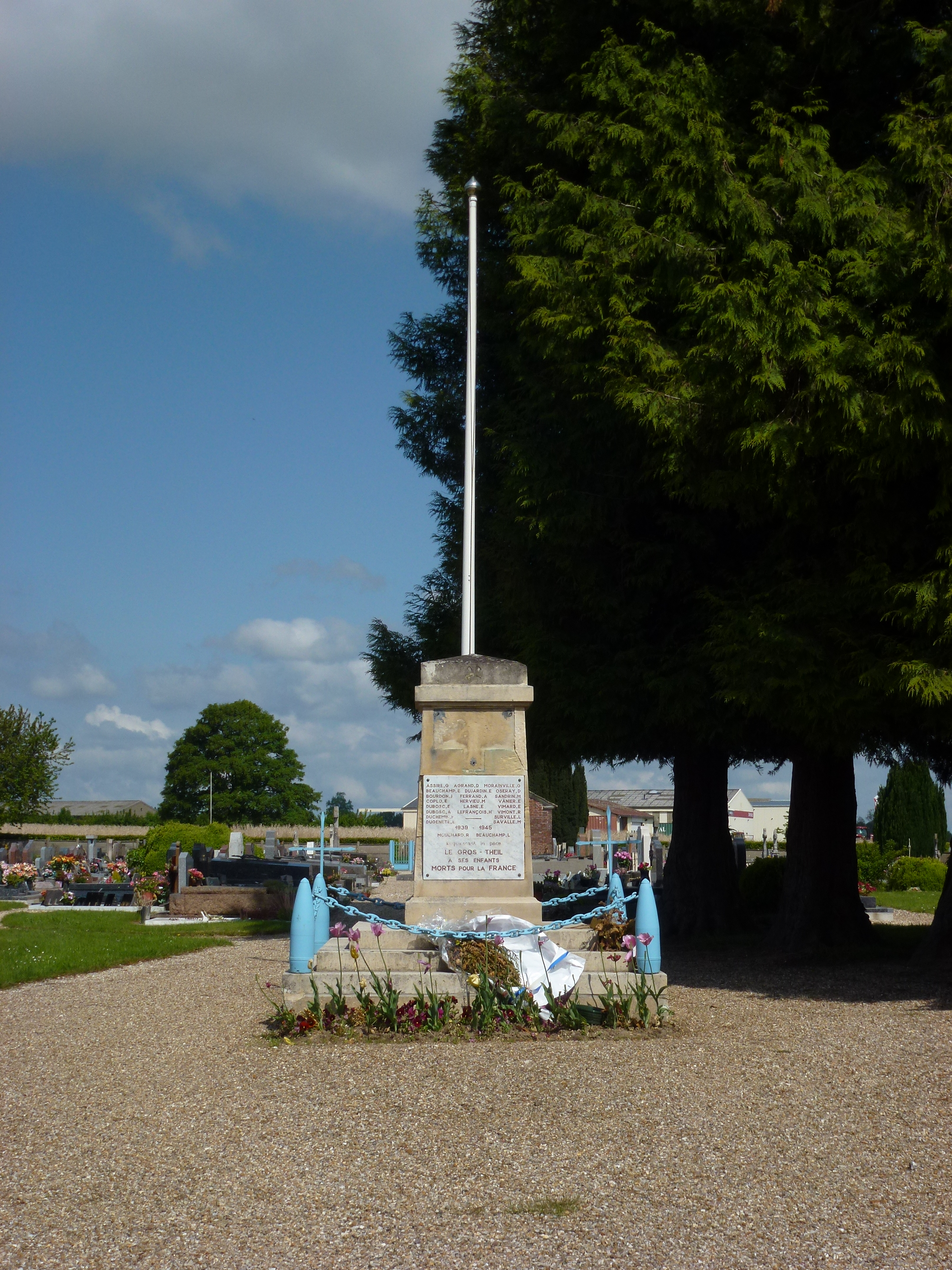
monument aux morts

#### Patrimoine religieux
- Église Saint-Georges, du XVe siècle, dont l'avant-porche à colombages abrite un portail avec la statue équestre de saint Georges, patron du village.

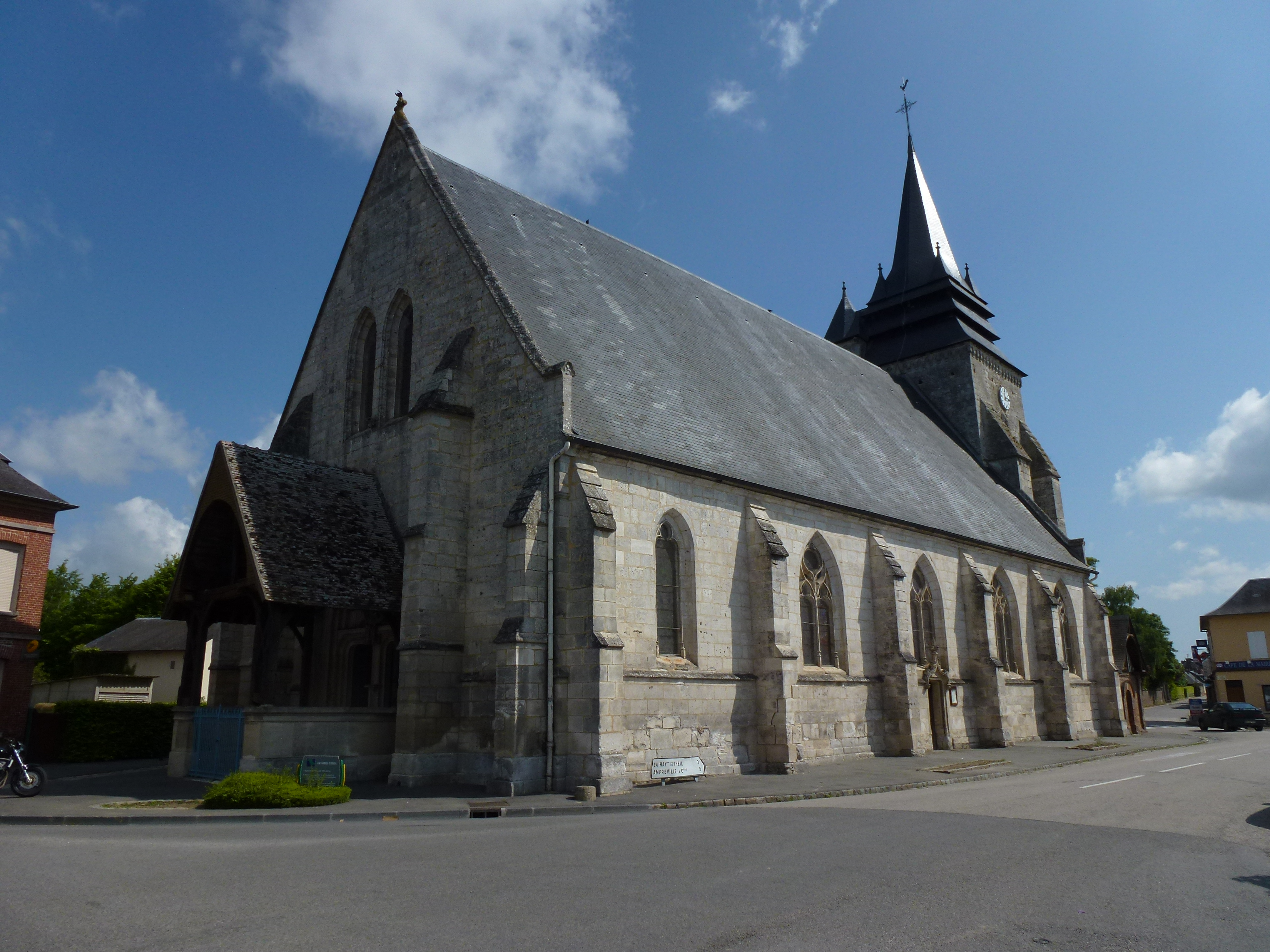
Église
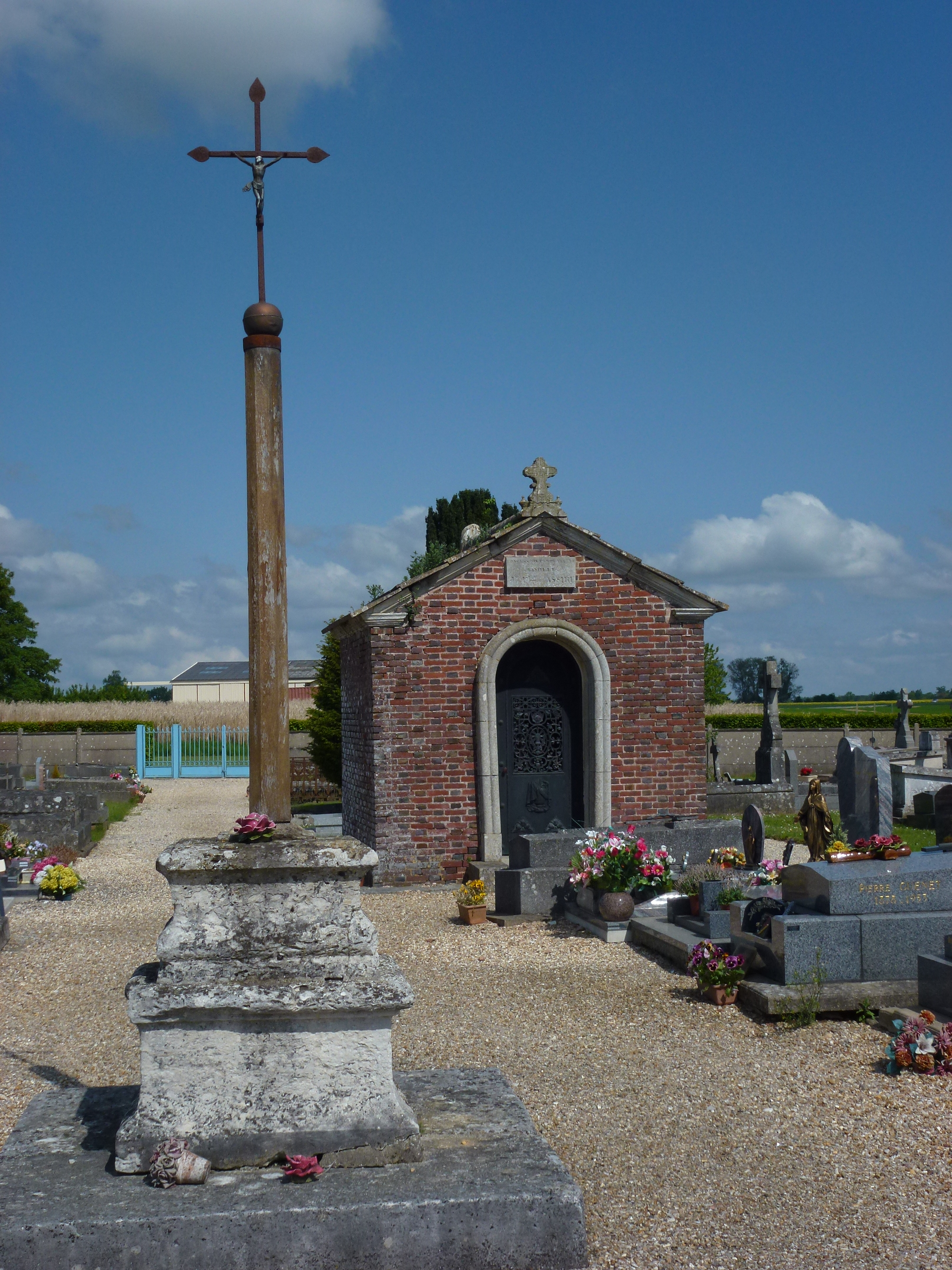
Croix de cimetière

### Héraldique
| Blason de Le Gros-Theil | Blason  | D'azur au tilleul d'argent.                      |
| Blason de Le Gros-Theil | Détails | Le statut officiel du blason reste à déterminer. |